# Morphine (группа)
Morphine — музыкальный коллектив из США, образованный в 90-х гг. XX века Марком Сэндменом (вокал, бас-гитара), Дэном Колли (саксофон) и Джеромом Дюпри (ударные). Интересно, что в «Morphine» отсутствовал гитарист. Оригинальный стиль группы — своеобразную смесь рока, джаза и блюза в низком регистре, — музыканты называли «лоу-роком» (low rock), буквально, в данном случае, — «низкий рок».

## История группы
Основателем «Morphine» стал Марк Сэндмен, прежде игравший на гитаре в блюз-рок ансамбле «Treat Her Right»; его новый проект был во многом экспериментальным — ему было интересно, что выйдет, если заменить бас-гитарой обычную. Первый альбом, Good, был издан в 1991-м г. независимым лейблом Accurate Records; о пластинке хорошо откликалась пресса, и вскоре коллективом заинтересовалась известная фирма Rykodisc. Буквально через несколько месяцев был подписан контракт.
В 1993 году был выпущен альбом Cure for Pain, считающийся бесспорным шедевром «Morphine». В 1994 году группа выступает на фестивале Pinkpop.
Релиз 1995 года, Yes, был более светлым в сравнении с предшественником и содержал радиосинглы «Honey White», «Radar» и «Super Sex». Альбом Like Swimming 1997 года был записан с DreamWorks Records; популярность коллектива росла. Видео на песню «Early to Bed» было номинировано на «Грэмми». Композиции «Honey White», «Buena», «Have a Lucky Day» звучат в фильме «Нечего терять».
Через два года «Morphine» приступили к записи нового альбома — The Night. В ней участвовали виолончелистка Джейн Скарпантони, органист Джон Медески из группы Medeski, Martin and Wood и прочие. Вернулся в группу Дюпри.
В начале июля 1999 года Сэндмен отправился в Италию, чтобы дать несколько концертов с Morphine. 3 июля в Палестрине он неожиданно скончался прямо на сцене от сердечного приступа: ему было всего 46 лет.
В 2000 году в продаже появились две работы «Morphine»: долгожданный студийный альбом The Night и концертник Bootleg Detroit с записью 1994 года, сведённый Сэндменом незадолго до смерти. В 2009 лейблом Rhino Records был издан сборник At Your Service, включавший в себя неизданный материал «Morphine».
В 2011 году вышел документальный фильм «Cure for Pain: The Mark Sandman Story»; в 2016 — «Morphine: Journey of Dreams».
В 2017 году ограниченным тиражом в 2555 копий на 180-граммовом виниле вышел концертный альбом Live at the Warfield 1997.

## Влияние
Генри Роллинз (Black Flag): «Morphine — одна из тех групп, которые нужно иметь в своём арсенале, потому что молодёжь должна услышать это».

## Состав
- Марк Сэндмен — 2-струнная бас-гитара, вокал, орган, гитара, фортепиано (1989—1999)
- Дэн Колли — баритон-саксофон, тенор-саксофон, треугольник (1989—1999)
- Билли Конвей — ударные (1991, 1993—1999)
- Джером Дюпри — ударные (1989—1991,1991-1993, 1998—1999)

## Дискография
Студийные альбомы
- 1992 — Good
- 1993 — Cure for Pain
- 1995 — Yes
- 1997 — Like Swimming
- 2000 — The Night

Концертные альбомы
- 2000 — Bootleg Detroit
- 2017 — Live at the Warfield 1997

Сборники
- 1997 — B-Sides and Otherwise
- 2003 — The Best of Morphine
- 2004 — Sandbox: The Mark Sandman Box Set
- 2009 — At Your Service